# پیش‌انجامگان
پیش‌انجامگان(نام علمی: Procolophonidae) نام یک تیره از بالاخانواده پیش‌انجامه‌واران است.